# Kanton Touvre-et-Braconne
Der Kanton Touvre-et-Braconne ist ein französischer Kanton im Département Charente und in der Region Nouvelle-Aquitaine. Er umfasst sechs Gemeinden im Arrondissement Angoulême auf der Ostseite der Stadt Angoulême. Bei der landesweiten Neuordnung der französischen Kantone wurde er 2015 neu geschaffen. Sein Name bezieht sich auf den Fluss Touvre und den Staatsforst Forêt de la Braconne.

## Gemeinden
Der Kanton besteht aus sechs Gemeinden mit insgesamt 18.898 Einwohnern (Stand: 1. Januar 2022) auf einer Gesamtfläche von 110,66 km²:
| Gemeinde                  | Einwohner 1. Januar 2022 | Fläche km² | Dichte Einw./km² | Code INSEE | Postleitzahl |
| ------------------------- | ------------------------ | ---------- | ---------------- | ---------- | ------------ |
| Brie                      | 4.157                    | 34,05      | 122              | 16061      | 16590        |
| Jauldes                   | 832                      | 25,59      | 33               | 16168      | 16560        |
| Magnac-sur-Touvre         | 3.252                    | 7,82       | 416              | 16199      | 16600        |
| Mornac                    | 2.115                    | 23,48      | 90               | 16232      | 16600        |
| Ruelle-sur-Touvre         | 7.396                    | 10,66      | 694              | 16291      | 16600        |
| Touvre                    | 1.146                    | 9,06       | 126              | 16385      | 16600        |
| Kanton Touvre-et-Braconne | 18.898                   | 110,66     | 171              | 1616       | –            |

## Politik
| Vertreter im Departementrat | Vertreter im Departementrat | Vertreter im Departementrat |
| Amtszeit                    | Namen                       | Partei                      |
| --------------------------- | --------------------------- | --------------------------- |
| 2015–                       | Jacques Persyn Fatna Ziad   | UG                          |